# エリザベス・ハッセルベック

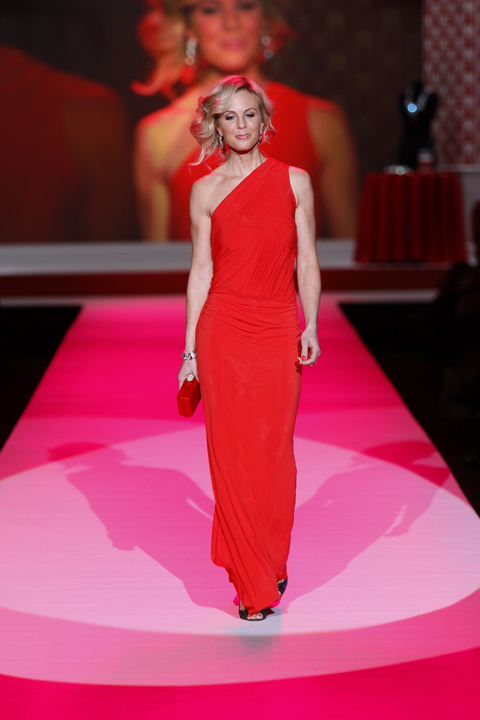
エリザベス・ハッセルベック（2010年）

エリザベス・ハッセルベック（英語: Elisabeth Hasselbeck、1977年5月28日 - ）はアメリカ合衆国のテレビパーソナリティ。人気トーク番組『ザ・ビュー』の司会を務めている。夫は元NFLワシントン・レッドスキンズの控えQBだったティム・ハッセルベック。

## 経歴

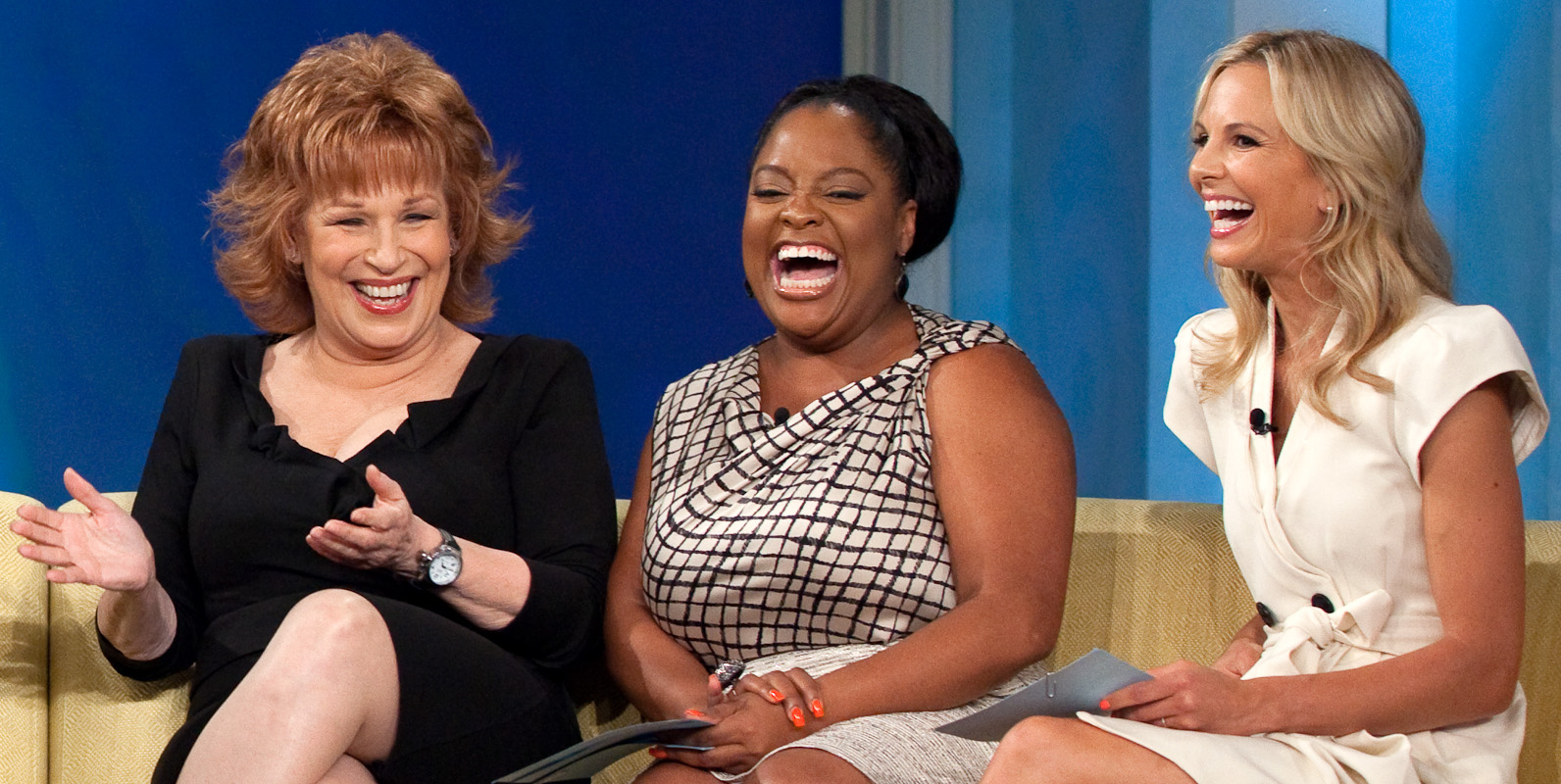
ジョイ・ベアール（左）、シェリー・シェパード（中央）、エリザベス・ハッセルベック（右）

ロードアイランド州クランストン出身。カトリック系学校の教師と弁護士の間に生まれた。ロードアイランド州リバーサイドにある女子高を1995年に卒業し、ボストンカレッジに進学。同大学のソフトボールチーム（ボストンカレッジ・イーグルス）のキャプテンになった彼女は2年連続ビッグイースト・カンファレンスチャンピオンにチームを導いた。1999年にはボストンマラソンを完走している。同年に大学を卒業した。
大学在学中の1998年からプーマで働いていた彼女はシューズのデザインを行うチームに所属していた。
2001年、『サバイバー』で第4位となった。同年ミス・ティーンUSAの審査員を務めた。2002年から2003年までスタイルネットワークの「The Look for Less」のホストを務めた。
2003年よりリサ・リンに代わり『ザ・ビュー』の司会を務めることとなった。
2004年、ニューヨーク市内でアテネオリンピックの聖火リレーで走った。
2009年5月にはアグリー・ベティにゲスト出演した。同年8月デイタイム・エミー賞のトーク番組司会者賞をバーバラ・ウォルターズ、ウーピー・ゴールドバーグ、ジョイ・ベアール、シェリー・シェパードと共に受賞した。

## 私生活
2002年、大学時代からのボーイフレンド、ティム・ハッセルベックと結婚した。二人の間には2005年に娘が、2007年、2009年に息子が誕生した。
乳がん撲滅キャンペーンの公共広告に出演している。
長年セリアック病と戦っていることを明かしている。2009年、彼女の著書にスーザン・ハセット(Susan Hassett)が書いた本からの盗用があると訴えがなされたが、マサチューセッツ州の裁判所は損害賠償を必要とするほどの被害は見られないと訴えを退けた。